# St. Peter (Passau)

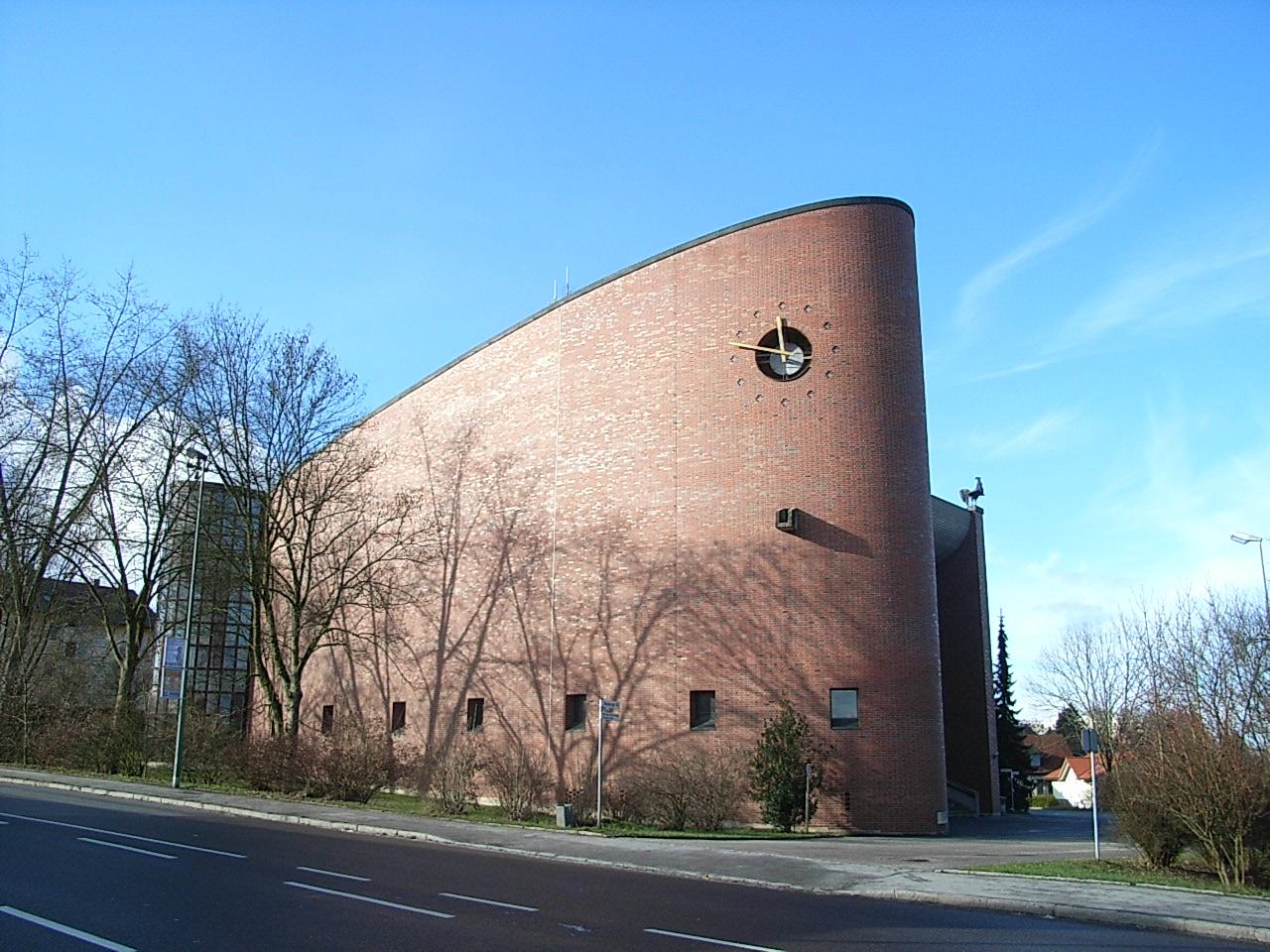
Pfarrkirche St. Peter

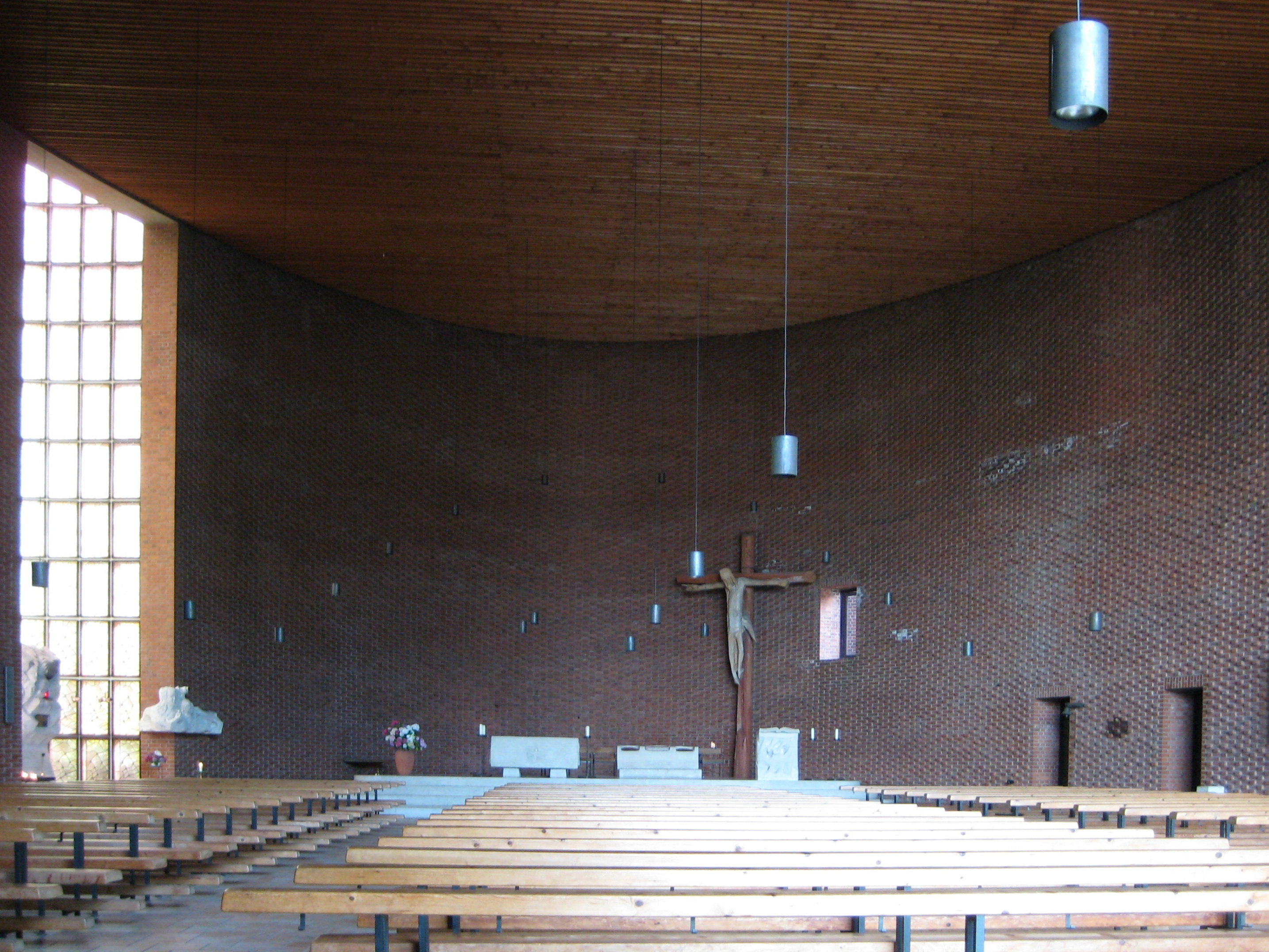
Innenraum von St. Peter

Die Stadtpfarrkirche St. Peter ist eine Pfarrkirche in Passau.
Sie liegt an der Neuburger Straße im Südwesten Passaus und wurde 1963 bis 1965 errichtet. Der große, moderne Bau ist ein Werk des Münchner Architekten Hansjakob Lill.
Die Kirche hat einen parabolischen Grundriss mit Lichtturm für das Sakramentshaus. Die Länge beträgt 56 Meter, die Breite 25 Meter. Die moderne Ausstattung stammt von Leopold Hafner. Eine Beichtkapelle befindet sich neben dem Eingang, eine Unterkirche dient als Werktagskapelle. Das Pfarrzentrum ist an die Kirche angebaut.
Die Kirche St. Peter ist nach dem Passauer Dom der zweitgrößte Kirchenraum der Stadt Passau. Wegen ihres parabolischen Grundrisses und der Strukturierung der Innenwand besitzt sie eine hervorragende Akustik und wird deshalb oft als Konzertsaal für geistliche Konzerte genutzt.
Die Stadtpfarrei St. Peter wurde 1965 aus Teilen der Stadtpfarrei St. Anton und einem kleinen Teil der Stadtpfarrei St. Josef gebildet.